# Оромокто 26
Оромокто 26 (англ. Oromocto 26) — індіанська резервація в Канаді, у провінції Нью-Брансвік, у межах графства Санбері.

## Населення
За даними перепису 2016 року, індіанська резервація нараховувала 282 особи, показавши скорочення на 1,4%, порівняно з 2011-м роком. Середня густина населення становила 911,1 осіб/км².
З офіційних мов обидвома одночасно володіли 5 жителів, тільки англійською — 275. Усього 20 осіб вважали рідною мовою не одну з офіційних, з них усі — одну з корінних мов.
Працездатне населення становило 55,6% усього населення, рівень безробіття — 36%.

## Клімат
Середня річна температура становить 5,6°C, середня максимальна – 23,7°C, а середня мінімальна – -15,8°C. Середня річна кількість опадів – 1 161 мм.
| Клімат поселення                              | Клімат поселення | Клімат поселення | Клімат поселення | Клімат поселення | Клімат поселення | Клімат поселення | Клімат поселення | Клімат поселення | Клімат поселення | Клімат поселення | Клімат поселення | Клімат поселення | Клімат поселення |
| Показник                                      | Січ.             | Лют.             | Бер.             | Квіт.            | Трав.            | Черв.            | Лип.             | Серп.            | Вер.             | Жовт.            | Лист.            | Груд.            |                  |
| Середній максимум, °C                         | −3,21            | −1,75            | 4,02             | 10,75            | 17,40            | 22,58            | 23,72            | 22,97            | 18,19            | 12,12            | 6,06             | −1,48            |                  |
| Середня температура, °C                       | −9,51            | −8,06            | −2,28            | 4,44             | 11,10            | 16,27            | 19,40            | 18,64            | 13,89            | 7,81             | 1,74             | −5,8             |                  |
| Середній мінімум, °C                          | −15,82           | −14,34           | −8,59            | −1,86            | 4,78             | 9,97             | 15,08            | 14,33            | 9,56             | 3,49             | −2,58            | −10,11           |                  |
| Норма опадів, мм                              | 108              | 83               | 99               | 90               | 97               | 90               | 91               | 90               | 96               | 97               | 107              | 113              |                  |
| Середньомісячна швидкість вітру, м/с          | 3.50             | 3.50             | 3.70             | 3.60             | 3.30             | 2.90             | 2.60             | 2.40             | 2.70             | 3.10             | 3.30             | 3.50             |                  |
| Середньомісячна сонячна радіація, кДж/м²·день | 5292             | 8501             | 12212            | 15330            | 18264            | 20276            | 19941            | 17698            | 13174            | 8510             | 5025             | 4128             |                  |
| --------------------------------------------- | ---------------- | ---------------- | ---------------- | ---------------- | ---------------- | ---------------- | ---------------- | ---------------- | ---------------- | ---------------- | ---------------- | ---------------- | ---------------- |
| Джерело:                                      |                  |                  |                  |                  |                  |                  |                  |                  |                  |                  |                  |                  |                  |